# Список населённых пунктов Сокольского района (Вологодская область)
В Сокольском районе 396 населённых пунктов в составе 2 городских и 9 сельских поселений, в том числе 2 города, 384 деревни, 7 сёл, 2 посёлка и 1 разъезд.
Ниже приведён список всех населённых пунктов с кодами ОКАТО, жирным шрифтом выделены центры сельских поселений.

## Архангельское сельское поселение
- 19 238 804 002 деревня Алексейцево
- 19 238 804 001 село Архангельское
- 19 238 804 003 деревня Бекетово
- 19 238 804 005 деревня Большие Озерки
- 19 238 804 006 деревня Брязгино
- 19 238 804 008 деревня Василево
- 19 238 804 009 деревня Гладкино
- 19 238 804 010 деревня Гоголицыно
- 19 238 804 011 деревня Ертебино
- 19 238 804 012 деревня Залесье
- 19 238 804 013 деревня Захарово
- 19 238 804 014 деревня Иванково
- 19 238 804 015 деревня Ивково
- 19 238 804 016 деревня Исаково
- 19 238 804 017 деревня Клыжово
- 19 238 804 018 деревня Кожухово
- 19 238 804 019 деревня Корякино
- 19 238 804 020 деревня Кузнецово
- 19 238 804 021 деревня Кузьминское
- 19 238 804 022 деревня Курилово
- 19 238 804 023 деревня Малые Озерки
- 19 238 804 024 деревня Мочалово
- 19 238 804 025 деревня Навалкино
- 19 238 804 027 деревня Пахталка
- 19 238 804 028 деревня Пашенино
- 19 238 804 029 деревня Погорелка
- 19 238 804 030 деревня Приседкино
- 19 238 804 031 деревня Прокопово
- 19 238 804 032 деревня Рязанка
- 19 238 804 033 деревня Савкино
- 19 238 804 034 деревня Светликово
- 19 238 804 035 деревня Семенково
- 19 238 804 036 деревня Сидорково
- 19 238 804 037 деревня Тупицыно
- 19 238 804 038 деревня Фефилово
- 19 238 804 039 деревня Фокино
- 19 238 804 040 деревня Шитробово

## Биряковское сельское поселение
- 19 238 808 002 деревня Алекино
- 19 238 808 003 деревня Алексеево
- 19 238 808 004 деревня Арганово
- 19 238 808 001 село Биряково
- 19 238 808 005 деревня Большая
- 19 238 808 006 деревня Большое Жуково
- 19 238 808 007 деревня Борщовка
- 19 238 808 008 деревня Брюхово
- 19 238 808 009 деревня Вакориха
- 19 238 808 010 деревня Вотчино
- 19 238 808 011 деревня Горка
- 19 238 808 012 деревня Денисково
- 19 238 808 013 деревня Заболотье
- 19 238 808 014 деревня Загоскино
- 19 238 808 015 деревня Зуево
- 19 238 808 016 деревня Кринкино
- 19 238 808 017 деревня Кульсеево
- 19 238 808 018 деревня Лашково
- 19 238 808 019 деревня Логиново
- 19 238 808 020 деревня Медведково
- 19 238 808 021 деревня Михеево
- 19 238 808 022 деревня Никольская
- 19 238 808 023 деревня Осипиха
- 19 238 808 025 деревня Попово
- 19 238 808 026 деревня Прокшино
- 19 238 808 027 деревня Самылково
- 19 238 808 028 деревня Селезнево
- 19 238 808 029 деревня Семеново
- 19 238 808 030 деревня Следово
- 19 238 808 031 деревня Спасское
- 19 238 808 032 деревня Старово
- 19 238 808 033 деревня Тимонинское
- 19 238 808 034 деревня Черемховая
- 19 238 808 035 деревня Шибловка

## Боровецкое сельское поселение
- 19 238 812 002 деревня Бекренево
- 19 238 812 003 деревня Бильново
- 19 238 812 004 деревня Большой Двор
- 19 238 812 005 деревня Большой Кривец
- 19 238 812 006 деревня Власово
- 19 238 812 007 деревня Грибаново
- 19 238 812 008 деревня Гуриево
- 19 238 812 009 деревня Есипово
- 19 238 812 010 деревня Жихарево
- 19 238 812 011 деревня Заболотка
- 19 238 812 012 деревня Казариново
- 19 238 812 013 деревня Калиново
- 19 238 812 014 деревня Камское
- 19 238 812 015 деревня Капустино
- 19 238 812 016 деревня Качалка
- 19 238 812 017 деревня Кощеево
- 19 238 812 018 деревня Кромовесово
- 19 238 812 019 деревня Лендобово
- 19 238 812 020 деревня Малый Кривец
- 19 238 812 001 деревня Обросово
- 19 238 812 021 деревня Озерко
- 19 238 812 022 деревня Окулиха
- 19 238 812 023 деревня Офимкино
- 19 238 812 024 деревня Перевоз
- 19 238 812 025 деревня Плишкино
- 19 238 812 026 деревня Погорелка
- 19 238 812 027 деревня Помельниково
- 19 238 812 028 деревня Починок
- 19 238 812 029 деревня Пятино
- 19 238 812 030 деревня Родюкино
- 19 238 812 031 деревня Ростовка
- 19 238 812 032 деревня Судоверфь
- 19 238 812 033 деревня Трухинка
- 19 238 812 034 деревня Турбаево
- 19 238 812 035 деревня Фокино
- 19 238 812 036 деревня Харлушино
- 19 238 812 037 деревня Шачино
- 19 238 812 038 деревня Шера
- 19 238 812 039 деревня Шишкино

## Воробьёвское сельское поселение
- 19 238 816 002 деревня Алексино
- 19 238 816 003 деревня Большая
- 19 238 816 004 деревня Большие Ивановские
- 19 238 816 005 деревня Большое Яковково
- 19 238 816 006 деревня Великий Двор
- 19 238 816 007 деревня Виторьево
- 19 238 816 008 деревня Воксино
- 19 238 816 001 деревня Воробьево
- 19 238 816 009 село Георгиевское
- 19 238 816 010 деревня Горка
- 19 238 816 011 деревня Дюрбениха
- 19 238 816 012 деревня Заднее
- 19 238 816 013 деревня Заполье
- 19 238 816 014 деревня Ильмоватица
- 19 238 816 015 деревня Копылово
- 19 238 816 016 деревня Корино
- 19 238 816 017 деревня Косиково
- 19 238 816 018 деревня Кощеево
- 19 238 816 019 деревня Круглица
- 19 238 816 020 деревня Куваево
- 19 238 816 021 деревня Курья
- 19 238 816 022 деревня Лубодино
- 19 238 816 025 деревня Малое Яковково
- 19 238 816 023 деревня Малые Горицы
- 19 238 816 024 деревня Малые Ивановские
- 19 238 816 026 деревня Михалево
- 19 238 816 027 деревня Молоденово
- 19 238 816 028 деревня Некрасово
- 19 238 816 029 деревня Нелидово
- 19 238 816 030 деревня Новое
- 19 238 816 031 деревня Опалево
- 19 238 816 032 деревня Осаново
- 19 238 816 033 деревня Пашиково
- 19 238 816 034 деревня Петряево
- 19 238 816 035 деревня Пирогово
- 19 238 816 036 деревня Поповское
- 19 238 816 037 деревня Преображенское
- 19 238 816 038 деревня Рогозкино
- 19 238 816 039 деревня Семакино
- 19 238 816 040 деревня Середнее
- 19 238 816 041 деревня Сукманица
- 19 238 816 042 деревня Титовское
- 19 238 816 043 деревня Толстоумово
- 19 238 816 044 деревня Угольское
- 19 238 816 045 деревня Шипуново
- 19 238 816 046 деревня Щекотово
- 19 238 816 047 деревня Ядрово

## Двиницкое сельское поселение
- 19 238 824 002 деревня Аферьево
- 19 238 824 003 деревня Берьково
- 19 238 824 004 деревня Богтюгское
- 19 238 824 005 деревня Высокуша
- 19 238 824 006 деревня Вязовое
- 19 238 824 007 деревня Глебово
- 19 238 824 008 деревня Горка
- 19 238 824 009 деревня Желмино
- 19 238 824 010 деревня Заречье
- 19 238 824 011 деревня Казнакурьево
- 19 238 824 012 деревня Карповское
- 19 238 824 013 деревня Карцево
- 19 238 824 014 деревня Княжево
- 19 238 824 015 деревня Кобылкино
- 19 238 824 016 деревня Козлово
- 19 238 824 017 деревня Косиково
- 19 238 824 018 деревня Котлакса
- 19 238 824 019 деревня Мишуткино
- 19 238 824 020 деревня Наумовское
- 19 238 824 021 посёлок Новый
- 19 238 824 022 деревня Окуловское
- 19 238 824 023 деревня Осипово
- 19 238 824 024 деревня Петровское
- 19 238 824 025 деревня Пыхмарево
- 19 238 824 026 деревня Середнее
- 19 238 824 027 деревня Тохмарево
- 19 238 824 028 деревня Федяево
- 19 238 824 001 деревня Чекшино
- 19 238 824 029 деревня Шадрино
- 19 238 824 030 деревня Юшково

## город Кадников
- 19 238 832 035 деревня Алексейцево
- 19 238 828 002 деревня Андроново
- 19 238 832 003 деревня Большая Мурга
- 19 238 832 004 деревня Большое Село
- 19 238 828 003 деревня Братское
- 19 238 828 004 деревня Быково
- 19 238 832 005 деревня Ведерница
- 19 238 832 006 деревня Воздвиженье
- 19 238 828 005 деревня Губино
- 19 238 832 008 деревня Дементьево
- 19 238 828 006 деревня Дикое
- 19 238 832 010 деревня Дор
- 19 238 832 011 деревня Ерденово
- 19 238 828 007 деревня Заберезничье
- 19 238 828 001 деревня Замошье
- 19 238 828 008 деревня Заречье
- 19 238 832 012 деревня Золотово
- 19 238 832 014 деревня Исаковское
- 19 238 504 000 город Кадников
- 19 238 828 009 деревня Казарное
- 19 238 832 015 деревня Кобылкино
- 19 238 828 010 деревня Кондраш
- 19 238 832 021 деревня Малая Мурга
- 19 238 828 011 деревня Малая Середка
- 19 238 832 022 деревня Нифаново
- 19 238 828 012 деревня Останково
- 19 238 828 013 деревня Пардеево
- 19 238 828 014 деревня Перхурово
- 19 238 832 024 деревня Пирогово
- 19 238 832 025 село Погост Ильинский
- 19 238 828 015 деревня Подольное
- 19 238 832 026 деревня Подъельное
- 19 238 832 027 деревня Севригино
- 19 238 828 016 деревня Сенино
- 19 238 832 028 деревня Сосновая Роща
- 19 238 828 017 деревня Телячье
- 19 238 832 029 деревня Теньково
- 19 238 832 030 деревня Филяево
- 19 238 832 031 деревня Цибово
- 19 238 832 032 деревня Чурилово
- 19 238 828 018 деревня Яковлево

## Нестеровское сельское поселение
- 19 238 840 002 деревня Анофринское
- 19 238 836 002 деревня Антуфьево
- 19 238 840 003 деревня Афанасово
- 19 238 840 004 деревня Бакулино
- 19 238 836 003 деревня Бессолово
- 19 238 840 005 деревня Большой Двор
- 19 238 840 006 деревня Борщево
- 19 238 840 007 деревня Бурцево
- 19 238 840 008 деревня Вахнево
- 19 238 840 009 деревня Вачево
- 19 238 836 001 село Великий Двор
- 19 238 836 004 деревня Герасимово
- 19 238 836 005 деревня Голодеево
- 19 238 836 006 деревня Горка
- 19 238 840 010 село Грибцово
- 19 238 840 011 деревня Деревенька
- 19 238 840 012 деревня Дмитриково
- 19 238 836 007 деревня Заболотье
- 19 238 840 013 деревня Заледеево
- 19 238 840 014 деревня Иваниха
- 19 238 840 015 деревня Исаево
- 19 238 840 016 деревня Истоминское
- 19 238 836 008 деревня Карьер
- 19 238 836 009 деревня Кокошилово
- 19 238 840 018 деревня Конаниха
- 19 238 840 019 деревня Копосиха
- 19 238 840 020 деревня Копытово
- 19 238 836 010 деревня Кромино
- 19 238 840 022 деревня Кузнечиха
- 19 238 840 023 деревня Лагуново
- 19 238 840 024 деревня Лебечиха
- 19 238 840 025 деревня Левково
- 19 238 840 026 деревня Марфинское
- 19 238 840 027 деревня Медведево
- 19 238 840 028 деревня Меленка
- 19 238 840 030 деревня Михалево
- 19 238 836 011 деревня Морженга
- 19 238 840 031 деревня Мялицыно
- 19 238 840 001 деревня Нестерово
- 19 238 840 032 деревня Никулинское
- 19 238 840 033 деревня Новое
- 19 238 840 034 деревня Острилово
- 19 238 840 035 деревня Панютино
- 19 238 840 036 деревня Пахино
- 19 238 836 012 деревня Покровское
- 19 238 840 038 деревня Поповка
- 19 238 836 013 деревня Починок
- 19 238 836 014 деревня Пустыня
- 19 238 840 040 деревня Решетниково
- 19 238 836 015 деревня Рыкуля
- 19 238 836 016 деревня Рылово
- 19 238 840 042 деревня Сверчково
- 19 238 836 017 деревня Середнее
- 19 238 840 043 деревня Сониха
- 19 238 836 018 деревня Сосновец
- 19 238 840 044 деревня Спицыно
- 19 238 840 045 деревня Трепарево
- 19 238 836 019 деревня Труфаново
- 19 238 836 020 деревня Туреево
- 19 238 840 046 деревня Угол
- 19 238 840 047 деревня Чепурово
- 19 238 840 048 деревня Шилыково
- 19 238 840 049 деревня Шулепово
- 19 238 840 050 деревня Щуриха

## Пельшемское сельское поселение
- 19 238 844 002 посёлок Алферовское
- 19 238 844 004 деревня Березов Починок
- 19 238 844 005 деревня Великий Двор
- 19 238 844 006 деревня Верхняя Сторона
- 19 238 844 007 деревня Дикое
- 19 238 844 008 деревня Зубцово
- 19 238 844 009 деревня Ивановское
- 19 238 844 010 деревня Исаково
- 19 238 844 011 деревня Комарово
- 19 238 844 013 деревня Лодейщик
- 19 238 844 001 деревня Марковское
- 19 238 844 014 деревня Михалево
- 19 238 844 015 деревня Морткино
- 19 238 844 016 деревня Мочалово
- 19 238 844 017 деревня Надеево
- 19 238 844 018 деревня Налиское
- 19 238 844 019 деревня Нижняя Сторона
- 19 238 844 020 деревня Омельшино
- 19 238 844 021 деревня Поповское
- 19 238 844 022 село Поповское
- 19 238 844 023 деревня Родионово
- 19 238 844 024 деревня Старое
- 19 238 844 025 деревня Татауров Починок
- 19 238 844 026 деревня Турово
- 19 238 844 027 деревня Тырыково
- 19 238 844 028 деревня Хаминово

## Пригородное сельское поселение
- 19 238 848 002 деревня Барское
- 19 238 848 003 деревня Борисково
- 19 238 848 004 деревня Васютино
- 19 238 848 005 деревня Веретье
- 19 238 848 006 деревня Волково
- 19 238 848 007 деревня Выползово
- 19 238 848 008 деревня Ершово
- 19 238 848 009 деревня Зубцово
- 19 238 848 010 деревня Исаево
- 19 238 848 011 деревня Калитино
- 19 238 848 012 деревня Конаново
- 19 238 848 013 деревня Коржа
- 19 238 848 014 деревня Кузнецово
- 19 238 848 001 деревня Литега
- 19 238 848 016 деревня Медведево
- 19 238 848 017 деревня Оларево
- 19 238 848 018 разъезд Оларево
- 19 238 848 019 деревня Репное
- 19 238 848 020 деревня Селище
- 19 238 848 021 деревня Сельцо
- 19 238 848 022 деревня Середнее
- 19 238 848 029 деревня Слобода
- 19 238 848 023 деревня Спасское
- 19 238 848 024 деревня Старково
- 19 238 848 025 деревня Степаново
- 19 238 848 026 деревня Федюково
- 19 238 848 027 деревня Шастово
- 19 238 848 028 деревня Шастово-Заберезное

## городСокол
- 19 420 000 000 город Сокол

## Чучковское сельское поселение
- 19 238 852 002 деревня Агафоново
- 19 238 852 003 деревня Андреевское
- 19 238 852 004 деревня Березино
- 19 238 852 005 деревня Билино
- 19 238 852 007 деревня Большое Залесье
- 19 238 852 008 деревня Большое Петраково
- 19 238 852 009 деревня Борисово
- 19 238 852 011 деревня Боярское
- 19 238 852 012 деревня Варушино
- 19 238 852 013 деревня Васильевское
- 19 238 852 014 деревня Васьково
- 19 238 852 015 деревня Высокая
- 19 238 852 016 деревня Горбово
- 19 238 852 017 деревня Горка
- 19 238 852 018 деревня Доялиха
- 19 238 852 019 деревня Дьяково
- 19 238 852 020 деревня Ершово
- 19 238 852 021 деревня Жилино
- 19 238 852 022 деревня Журегино
- 19 238 852 023 деревня Завражье
- 19 238 852 024 деревня Закурское
- 19 238 852 025 деревня Заполье
- 19 238 852 026 деревня Зманово
- 19 238 852 027 деревня Иваново
- 19 238 852 028 деревня Клинцово
- 19 238 852 029 деревня Клоково
- 19 238 852 030 деревня Колотовые
- 19 238 852 031 деревня Корчево
- 19 238 852 032 деревня Кувшиново
- 19 238 852 033 деревня Курган
- 19 238 852 034 деревня Липовица
- 19 238 852 035 деревня Малахово
- 19 238 852 037 деревня Малое Залесье
- 19 238 852 038 деревня Малое Петраково
- 19 238 852 039 деревня Мамонкино
- 19 238 852 040 деревня Мелино
- 19 238 852 041 деревня Никольское
- 19 238 852 042 деревня Новое
- 19 238 852 043 деревня Овсянниково
- 19 238 852 044 деревня Огарово
- 19 238 852 045 деревня Павлово
- 19 238 852 046 деревня Пепельниково
- 19 238 852 047 деревня Погорелово
- 19 238 852 048 деревня Погребное
- 19 238 852 049 деревня Покровское
- 19 238 852 050 деревня Поповское
- 19 238 852 051 деревня Притыкино
- 19 238 852 052 деревня Прудовка
- 19 238 852 053 деревня Пустошка
- 19 238 852 054 деревня Семенцево
- 19 238 852 055 деревня Скоморохово
- 19 238 852 056 деревня Слободищево
- 19 238 852 057 деревня Старово
- 19 238 852 058 деревня Старово
- 19 238 852 059 деревня Тишино
- 19 238 852 060 деревня Третьяково
- 19 238 852 061 деревня Фролово
- 19 238 852 062 деревня Ченцово
- 19 238 852 001 деревня Чучково
- 19 238 852 063 деревня Яковково